# XXVIII Individual de Raspall
El XXVIII Campionat Individual de Raspall Professional - Trofeu President de la Generalitat Valenciana tingué lloc entre desembre del 2014 i gener del 2015 i fon el primer sense el patrocini de la Fundació Bancaixa, que fins a l'edició anterior havia sufragat els costs del trofeu. A banda del campió de 2013, Coeter II, que defenia el títol com a campió vigent, en esta edició participaren Canari de Xeraco, Escoto del Genovés, Guille d'Alzira, Ian de Senyera, Marrahí de Castelló, Miravalles del Genovés, Moltó de Barxeta, Moncho de Manuel, Pepe de la Llosa, Punxa de Piles, Ricard de Castelló, Sanchis de Montesa, Sergio del Genovés i Waldo d'Oliva.

## Jugadors participants
El més jove dels tretze participants al començament del torneig era el guanyador de l'Individual sub 23, Ian, a punt de fer dèneu anys; el més veterà, el campió vigent, Coeter II, amb trenta-set: tots els participants tenien un contracte en vigor amb l'empresa A Mà Pilota llevat de Guille, Marrahí, Moltó, Sanchis i Sergio, que se n'havien desvinculat ans de començar el campionat.
|    | Figura     | Lloc   | Nom complet                  | Palmarés | Poble      |
| -- | ---------- | ------ | ---------------------------- | -------- | ---------- |
| 24 | Marrahí    | rest   | Julio Marrahí Ruano          | [ 3 ]    | Castelló   |
| 22 | Pepe       | rest   | Pepe Canet Vercher           | [ 4 ]    | la Llosa   |
| 23 | Canari     | mitger | José Luis Planes Tejada      | [ 5 ]    | Xeraco     |
| 37 | Coeter II  | mitger | Francisco Luis Brines Ferrer | 2 · 3    | Simat      |
| 23 | Escoto     | rest   | Josep Escoto Boluda          | [ 7 ]    | Oliva      |
| 28 | Guille     | rest   | Guillermo Orón Cabo          | [ 8 ]    | Alzira     |
| 18 | Ian        | rest   | Ian Álvarez Tomàs            | [ 9 ]    | Senyera    |
| 29 | Miravalles | mitger | Rubén González Miravalles    | [ 10 ]   | el Genovés |
| 22 | Moltó      | rest   | Alfonso Moltó Puertas        | [ 11 ]   | Barxeta    |
| 27 | Moncho     | rest   | Jordi Moncho Blasco          | 1        | Manuel     |
| 25 | Punxa      | rest   | Àngel Gregori Roig           | [ 13 ]   | Piles      |
| 26 | Ricard     | rest   | Ricard Sentandreu Sebastián  | [ 14 ]   | Castelló   |
| 20 | Sanchis    | mitger | Jaume Sanchis Soriano        | [ 15 ]   | Montesa    |
| 24 | Sergio     | rest   | Sergio Navarro Masip         | [ 16 ]   | el Genovés |
| 35 | Waldo      | rest   | Waldo Vila Gilabert          | 10 · 1   | Oliva      |

## Cronologia
Només acabar el XXIX Individual d'Escala i Corda, celebrat a expenses de la Generalitat Valenciana despreś que la Fundació deixara de patrocinar els principals campionats professionals d'escala i corda i de raspall, la Federació de Pilota Valenciana anuncià que assumiria els costs i l'organització del trofeu, però el fitxatge de quasi tots els raspallers professionals per l'empresa de Waldo, A Mà Pilota, provocà un enfrontament entre jugadors i trinqueters i l'ajornament del mà a mà, que en circumstàncies normals hauria començat abans.
La federació anuncià el 23 de novembre que jugadors i trinqueters havien aplegat a un acord i que el XXVIII Individual començaria l'1 de desembre per a no solapar-se amb el II Trofeu Mixt de la Costera i la Canal.
Finalment, el XXVIII Campionat es presentà oficialment el 28 de novembre en la mesquita de la Conselleria d'Educació, Cultura i Esport. Amb tot, alguns dels jugadors participants es queixaren de la precipitació d'esdeveniments i el poc de temps restant per a preparar-se físicament.

### Sistema de competició
El campionat s'organitzà en dos fases, amb la classificació automàtica de quatre dels pilotaris (Coeter II, Marrahí, Moltó i Waldo) com a caps de sèrie, mentre els altres hagueren de superar una —el subcampió vigent, Moncho, a més de Pepe, Punxa, Ricard i Sergio– o dos —Canari, Escoto, Guille, Ian, Miravalles i Sanchis— rondes eliminatòries ans d'aplegar a quarts de final.

### Primera ronda
La primera partida tingué lloc dilluns 1 de desembre i en un principi estava anunciada en el trinquet Batiste de Castelló de la Ribera, però s'hagué de jugar en el trinquet de la Llosa de Ranes per por de l'oratge, i la guanyà Miravalles 25 per 10: la major experiència del primer com a raspador professional el feu prevaldre sobre Ian, que debutava en el campionat absolut. Divendres 5 de desembre, Escoto guanyà a Canari 25 per 10 al trinquet de Piles i, al sendemà, Guille va superar a Sanchis amb el mateix resultat, 25 per 10.

### Segona ronda
En la primera partida, dimecres 10 de desembre, Punxa guanyà Guille al Nou Trinquet de Guadassuar després de remuntar-li un 20 per 15 en contra. Dissabte 13 de desembre a Piles, Pepe guanyà a Ricard 25 per 5 en partida sabatera —les partides comencen iguals a 5 tantos–, però el subcampió vigent, Moncho, patí per a guanyar a Miravalles (25 per 20) el diumenge 14 a Xeraco en una partida de vora dos hores. L'última partida eliminatòria es va jugar en Bellreguard perquè el trinquet d'Oliva no estava en condicions: Sergio guanyà a Canari en una altra partida sabatera (25 per 5).

### Quarts de final
El primer semifinaliste classificat fon Marrahí, després de guanyar 25 per 10 a Moncho dijous 18 en la Llosa.
L'endemà, Waldo, que havia de jugar dimarts 23 contra Pepe, emeté un comunicat amb el qual renuncià a participar en el campionat després que es fera públic l'acord entre la Federació de Pilota Valenciana, ValNet i altres entitats per a gestionar l'àmbit professional del raspall sense comptar amb A Mà Pilota.
Dissabte 22 de desembre, Moltó eliminà a Sergio en la Llosa sense patir (25 per 5) i Coeter II guanyà 25 per 15 a Punxa en Bellreguard (en una altra partida que s'hauria d'haver jugat en Oliva). La partida que havia d'enfrontar a Pepe i Waldo se suspengué per la renúncia d'est últim, amb la qual cosa Pepe passà directament a semifinals.

### Semifinals
En la primera semifinal, divendres 26 de desembre a Piles, Marrahí s'imposà 25 per 20 a Moltó després d'una partida molt disputada i amb el trinquet ple, en la qual una errada de Moltó en una pilota parada amb el marcador 20 per 20 i a quinzens, donà els dos últims quinzes i la victòria a Marrahí.
En l'altra, diumenge 28 de desembre al Genovés, Pepe guanyà 25 per 15 a Coeter II, que eixia favorit en les travesses: amb 20 per 15 a favor de Pepe, el fet que guanyara el joc i la partida després de traure dos pilotes parades amb la mà esquerra per compte de la seua mà bona fon objecte de disputa. Dos dies més tard, en la presentació oficial de la final en la Conselleria d'Educació, Cultura i Esport, Pepe demanà perdó públicament a Coeter i a l'afició per la polèmica.

### Final
La gran final, disputada dissabte 3 de gener del 2015 a Bellreguard, va ser piulada amb l'etiqueta #IndividualRaspall i retransmesa al sendemà per Levante TV. Marrahí, que eixe mateix any havia guanyat el Trofeu d'Hivern de Raspall, el trofeu Gregori Maians, el trofeu Filósofo, el subcampionat del trofeu Mancomunitat de la Costera i la Lliga Professional de Raspall, jugà de roig i eixia favorit en les travesses, encara que portava uns dies constipat.
Al guanyar la reballada, «Marra» trià el dau i anotà els dos primers jocs seguits, el segon des del rest amb un val net en contra (15 per 5); Pepe aconseguí retallar-li un joc des del rest (15 a 10), però Marrahí se n'apuntà un altre, també des del rest (20-10). Encara que Marrahí feu diversos canvis de pilota per a marejar l'adversari i afavorir la seua treta, Pepe acurtà un altre joc (20-15) ans de passar al dau, però l'últim joc fon el més disputat de la partida: amb una pilotada dubtosa de Marrahí que l'home bo donà com a vàlida malgrat la protesta de Pepe i part del públic. Després de capgirar el val a favor seu, Marrahí guanyà la partida 25 per 15 i rebé el trofeu de mans del president de la Federació, l'alcanterí Daniel Sanjuan.